# Eugène Fichel

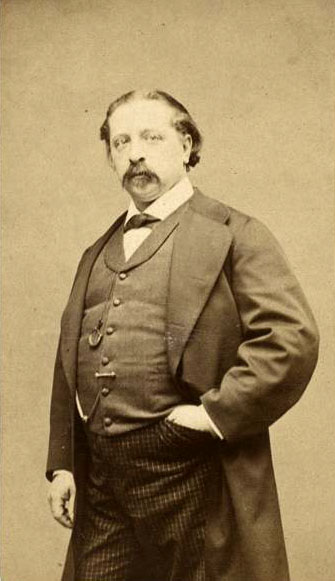
Benjamin Eugène Fichel

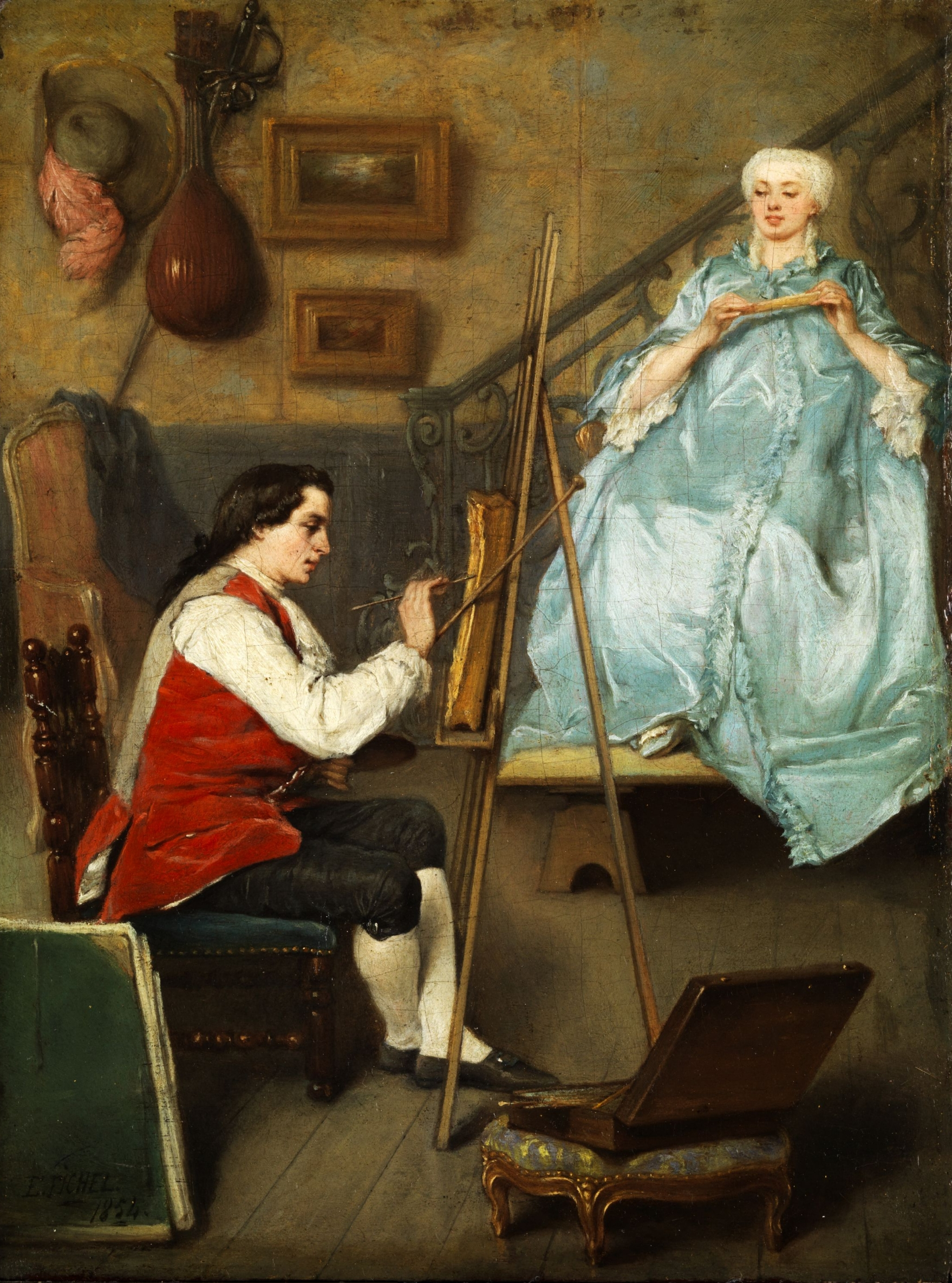
Eugène Fichel, Maler beim Porträtieren einer jungen Frau, Öl auf Holz, 1854

Benjamin Eugène Fichel (* 30. August 1826 in Paris; † 2. Februar 1895 ebenda) war ein französischer Maler.
Fichel war ein Schüler des Historienmalers Paul Delaroche. Mit dessen Unterstützung konnte er später in das Atelier von Jean-Louis-Ernest Meissonier wechseln.

## Rezeption
Mit seinem frühen Werken stand Fichel noch sehr im Schatten seines Lehrers Delaroche. Spätestens aber im Atelier von Meissonier hatte er zu seinem eigenen Stil gefunden. In eleganter Manier zeichnen sich seine meist kleinformatigen Bilder aus. Man bescheinigte ihnen Tüchtigkeit der Ausführung, feine Charakteristik und ungezwungene Komposition.

## Werke (Auswahl)
- Die Ankunft im Wirtshaus (1863, Palais du Luxembourg, Paris)
- Die Münzkenner
- Der Violoncellspieler
- Ein Fest im Jahr 1776 (Gründung der Vereinigten Staaten von Amerika)
- Die Verhaftung eines Spions
- Der Schuhflicker und der Bankier
- Die schöne Krämerin und die Schachspieler
- Die Nacht vom 24. August 1572, (Bartholomäusnacht)
- Die Gründung der französischen Akademie
- Bonaparte und Eugénie de Beauharnais
- Daubenton in seinem Laboratorium
- Lacépède die Geschichte der Fische schreibend